# Partia Porozumienia Liberałów i Demokratów na rzecz Europy
Partia Porozumienia Liberałów i Demokratów na rzecz Europy (ang. Alliance of Liberals and Democrats for Europe Party, ALDE Party) – europejska partia polityczna, działająca głównie na obszarze Unii Europejskiej, zrzeszająca ponad około 55 krajowych ugrupowań politycznych o profilu liberalnym. Do 2012 działająca jako Partia Europejskich Liberałów, Demokratów i Reformatorów (ang. Party of European Liberals, Democrats and Reformers, ELDR). Siedziba partii mieści się w Brukseli. Ugrupowanie należy do Międzynarodówki Liberalnej.

## Historia
26 marca 1976 w Stuttgarcie podpisano deklarację polityczną, na bazie której zawiązano federację liberalnych i demokratycznych partii w Europie. Dalsza integracja skutkowała przekształceniem w Partię Europejskich Liberałów, Demokratów i Reformatów. ELDR od 2004, tj. od czasu wprowadzenia finansowania ze środków europejskich, należała do partii politycznych uznawanych przez Unię Europejską, otrzymując w związku z tym granty. W Parlamencie Europejskim od czasu I kadencji liberałowie tworzyli wspólną frakcję pod różnymi nazwami – Grupa Liberalna i Demokratyczna, Grupa Liberalna, Demokratyczna i Reformatorska, Grupa Europejskiej Liberalno-Demokratycznej Partii Reform. W 2004, po wyborach do PE VI kadencji, ELDR porozumiało się z Europejską Partią Demokratyczną, współtworząc wspólną grupę poselską pod nazwą Porozumienie Liberałów i Demokratów na rzecz Europy. W 2019 po trzech kadencjach powstała nowa frakcja liberałów pod nazwą Odnówmy Europę.
10 listopada 2012 ELDR na kongresie w Dublinie przemianowała się w Partię Porozumienia Liberałów i Demokratów na rzecz Europy.
Według stanu na 2020 do ALDE należało około 70 ugrupowań, w tym kilkanaście z krajów nienależących do Unii Europejskiej.

## Przewodniczący partii

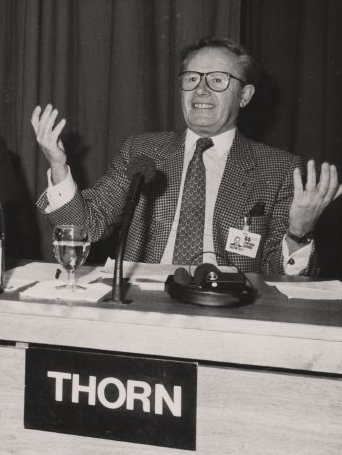
Gaston Thorn – pierwszy przewodniczący europejskich liberałów

- 1978–1981: Gaston Thorn (Luksemburg)
- 1981–1985: Willy De Clercq (Belgia)
- 1985–1990: Colette Flesch (Luksemburg)
- 1990–1995: Willy De Clercq (Belgia)
- 1995–2000: Uffe Ellemann-Jensen (Dania)
- 2000–2005: Werner Hoyer (Niemcy)
- 2005–2011: Annemie Neyts-Uyttebroeck (Belgia)
- 2011–2015: Graham Watson (Wielka Brytania)
- 2015–2021: Hans van Baalen (Holandia)
- 2021–2024: Timmy Dooley (Irlandia) i Iłchan Kjuczjuk (Bułgaria)[8]
- od 2024: Svenja Hahn[9]

## Partie członkowskie (w tym byli członkowie)

Państwa z członkami pełnymi (2018)
Państwa z członkami stowarzyszonymi (2018)

Państwa z członkami pełnymi (2018)
     Państwa z członkami stowarzyszonymi (2018)
Partie z krajów należących do Unii Europejskiej
- Austria: NEOS
- Belgia: Flamandzcy Liberałowie i Demokraci, Ruch Reformatorski, Partia na rzecz Wolności i Postępu
- Bułgaria: Ruch na rzecz Praw i Wolności, Narodowy Ruch na rzecz Stabilności i Postępu
- Chorwacja: Chorwacka Partia Ludowa – Liberalni Demokraci, Chorwacka Partia Socjalliberalna, Istryjskie Zgromadzenie Demokratyczne
- Cypr: Zjednoczeni Demokraci
- Dania: Venstre, Radykalna Lewica
- Estonia: Estońska Partia Centrum, Estońska Partia Reform
- Finlandia: Partia Centrum, Szwedzka Partia Ludowa, Centrum Alandzkie
- Francja: Unia Demokratów i Niezależnych
- Grecja: Drasi
- Hiszpania: Demokratyczna Konwergencja Katalonii, Obywatele – Partia Obywatelska
- Holandia: Demokraci 66, Partia Ludowa na rzecz Wolności i Demokracji
- Irlandia: Fianna Fáil
- Litwa: Partia Pracy, Ruch Liberalny, Litewski Związek Wolności
- Łotwa: Dla Rozwoju Łotwy
- Luksemburg: Partia Demokratyczna
- Niemcy: Wolna Partia Demokratyczna
- Polska: Nowoczesna
- Portugalia: Partia Ziemi
- Rumunia: Sojusz Liberałów i Demokratów
- Słowenia: Lista Marjana Šarca, Partia Nowoczesnego Centrum, Partia Alenki Bratušek
- Szwecja: Liberałowie, Partia Centrum
- Włochy: Włochy Wartości, Włoscy Radykałowie

Partie z krajów nienależących do Unii Europejskiej
- Andora: Liberalna Partia Andory
- Armenia: Panarmeński Ruch Narodowy
- Azerbejdżan: Musawat
- Bośnia i Hercegowina: Naša stranka
- Gruzja: Wolni Demokraci, Republikańska Partia Gruzji
- Islandia: Björt framtíð
- Kosowo: Sojusz Nowego Kosowa
- Mołdawia: Partia Liberalna
- Norwegia: Venstre
- Rosja: Jabłoko, Partia Narodowej Wolności
- Serbia: Partia Liberalno-Demokratyczna
- Szwajcaria: Radykalno-Demokratyczna Partia Szwajcarii
- Ukraina: Europejska Partia Ukrainy, Pozycja Obywatelska
- Wielka Brytania: Liberalni Demokraci